# Фокс-Чейз (Кентуккі)
Фокс-Чейз (англ. Fox Chase) — місто (англ. city) в США, в окрузі Буллітт штату Кентуккі. Населення — 436 осіб (2020).

## Географія
Фокс-Чейз розташований за координатами 38°2′44″ пн. ш. 85°41′26″ зх. д. / 38.04556° пн. ш. 85.69056° зх. д. (38.045436, -85.690526).  За даними Бюро перепису населення США в 2010 році місто мало площу 1,01 км², з яких 0,99 км² — суходіл та 0,02 км² — водойми.

## Демографія
Згідно з переписом 2010 року, у місті мешкало 447 осіб у 171 домогосподарстві у складі 150 родин. Густота населення становила 445 осіб/км².  Було 178 помешкань (177/км²).
Расовий склад населення:
| - 98,7 % — білих - 0,7 % — чорних або афроамериканців - 0,2 % — корінних американців - 0,2 % — азіатів |

До двох чи більше рас належало 0,2 %. Частка іспаномовних становила 0,0 % від усіх жителів.
За віковим діапазоном населення розподілялося таким чином: 16,1 % — особи молодші 18 років, 63,8 % — особи у віці 18—64 років, 20,1 % — особи у віці 65 років та старші. Медіана віку мешканця становила 52,9 року. На 100 осіб жіночої статі у місті припадало 110,8 чоловіків;  на 100 жінок у віці від 18 років та старших — 102,7 чоловіків також старших 18 років.
Середній дохід на одне домашнє господарство  становив 86 280 доларів США (медіана — 77 500), а середній дохід на одну сім'ю — 89 847 доларів (медіана — 77 500). Медіана доходів становила 51 827 доларів для чоловіків та 42 813 долари для жінок. За межею бідності перебувало 2,4 % осіб, у тому числі 1,8 % дітей у віці до 18 років та 3,0 % осіб у віці 65 років та старших.
Цивільне працевлаштоване населення становило 231 осіб. Основні галузі зайнятості: освіта, охорона здоров'я та соціальна допомога — 20,3 %, виробництво — 16,9 %, роздрібна торгівля — 12,1 %, транспорт — 11,7 %.